# Waffelfabrik Haubold & Richter
Die ehemalige Waffelfabrik Haubold & Richter war ein Hersteller von Waffeln, Lebkuchen und Zwieback in Radebeul. Das 1907 gegründete Unternehmen wurde 1939 „arisiert“, 1945 „herrenlos“ zurückgelassen, 1946 enteignet und in Volkseigentum überführt, 1990 reprivatisiert, kurz darauf von Bahlsen übernommen und 1992/1993 stillgelegt.

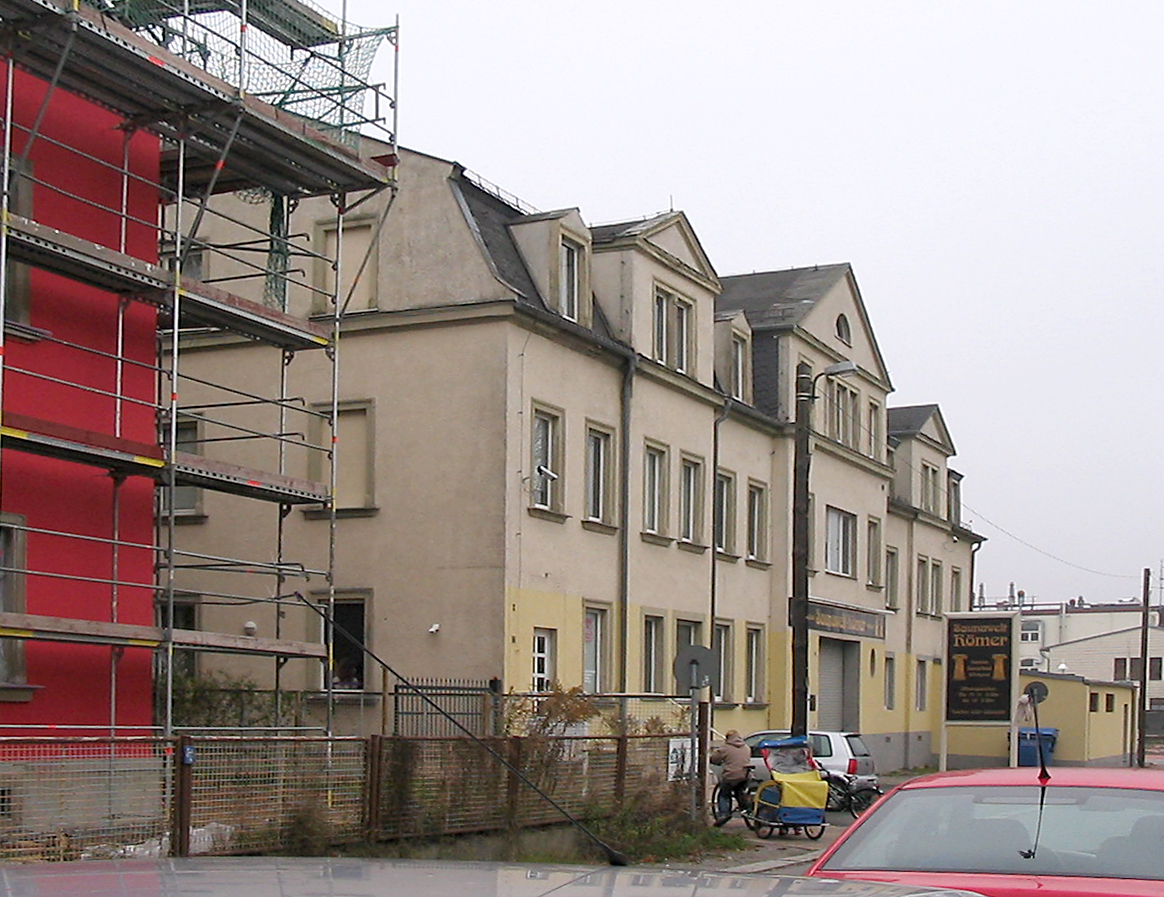
Kolbestraße 2/4 im Jahr 2008

## Geschichte

### Aufbaujahre
Die Waffelfabrik Haubold & Richter wurde 1907 in der Radebeuler Fabrikstraße 2 (später in Kolbestraße 2/4 umbenannt) gegründet. Durch einen Gesellschaftsvertrag wurde das Unternehmen im Mai 1909 in eine GmbH umgewandelt. Die vorherige Eigentümerin Auguste Klara Richter verkaufte 1910 ihre Anteile an den Mitgesellschafter William Abraham. Im Juni 1910 beteiligte sich der Radebeuler Kaufmann Wilhelm Sondhelm (1882–1952) als Geschäftsführender Gesellschafter an dem Unternehmen. 1917 zog sich Abraham aus dem Unternehmen zurück, Sondhelm übernahm seine Anteile und beteiligte ein Jahr später seinen Bruder Albert Sondhelm mit einem Minderheitsanteil, ab 1924 mit einem Drittel der Anteile. Albert Sondhelm wurde gleichzeitig Mitgeschäftsführer. Weitere Geschäftsleitungsmitglieder waren die Kaufleute Arthur Berger und Theodor Wertheimer als Prokurist.
Der Betrieb zur Herstellung von Feinbackwaren vertrieb diese unter den Markennamen „Kornblume“, „Victoria“ und „Nordland“. Vor dem Ersten Weltkrieg arbeiteten 60 Beschäftigte in dem Unternehmen, 1928 waren es etwa 100. Die Backanlagen wurden von der ortsansässigen Maschinenfabrik Göhring & Hebenstreit geliefert, die von Beginn an bis zu DDR-Zeiten Neuentwicklungen erst in diesem Partnerunternehmen testete.

### „Arisierung“
Bereits wenige Wochen nach der nationalsozialistischen Machtergreifung bedrängte ein für die Gesellschaft arbeitender Handelsvertreter, das Dresdner NSDAP-Mitglied Friedrich (Fritz) Karl Riesch, die jüdischstämmigen Gesellschafter vergeblich, ihm die Geschäftsführung zu überlassen. Aufgrund seiner Kontakte zum sächsischen Reichsstatthalter und NSDAP-Gauleiter Martin Mutschmann wurde Riesch am 6. Mai 1933 „ohne Rechtsgrundlage“ im Handelsregister als Prokurist eingetragen.
Wilhelm Sondhelm, der in der Villa Gotthold Schilling wohnte, legte am gleichen Tag seine Vertretungsbefugnis nieder und emigrierte kurze Zeit später mit Frau und zwei Töchtern nach Amsterdam. Sein Bruder Albert Sondhelm, wohnhaft in der heutigen Karl-Marx-Straße 1, legte im August 1933 seine Geschäftsführertätigkeit nieder. Die Vollmacht von Theodor Wertheimer als Prokurist wurde im Handelsregister gelöscht. Geschäftsführer wurden das bisherige Geschäftsleitungsmitglied Arthur Berger sowie Rudolf Birkner aus Radebeul, letzterer unter der Adresse der Fabrik Kolbestraße 2/4.
Der Prokurist Friedrich Karl Riesch wurde im Lauf der 1930er Jahre zum Standartenführer des Nationalsozialistischen Kraftfahrkorps (NSKK). Er „säuberte den Betrieb“ im Sinne seiner Partei, trug zumeist seine NSKK-Uniform und erhielt das Gau-Diplom für vorbildliche Führung des Betriebs verliehen.
1938 gelang Albert Sondhelm und seiner Frau Hilda die Auswanderung nach Haifa in Palästina. Später wanderten sie von dort wie sein Bruder in die USA aus.
Nach der Verordnung zur Ausschaltung der Juden aus dem deutschen Wirtschaftsleben vom 12. November 1938 sowie der Verordnung über den Einsatz des jüdischen Vermögens vom 3. Dezember 1938 erteilte das Amtsgericht Radebeul Riesch erstmals eine Vertretungsbefugnis, worauf die beiden Geschäftsführer Berger und Birkner in einem Schreiben vom 11. Januar 1939 um Aufschub baten, bis der Übernahmevertrag abgeschlossen und genehmigt sei. Im Mai 1939 wurde der Kaufmann Walter Schlossarek durch den Regierungsbezirk Dresden-Bautzen als Treuhänder eingesetzt mit der Aufgabe der Veräußerung oder Abwicklung der Waffelfabrik Haubold & Richter. Im Oktober übernahm der inzwischen zum Geschäftsführer avancierte Riesch vom Treuhänder für 80.000 Reichsmark die Gesellschafteranteile der beiden Alleingesellschafter Sondhelm zu einem Drittel des Werts, um so alleiniger Eigentümer zu werden. Das Geld ging auf ein Sperrmark-Konto bei einer Devisenbank, auf das die Brüder Sondhelm jedoch keinen Zugriff hatten. Vom „Arisierungsgewinn“ hatte Riesch lediglich 7.000 Reichsmark an den Staat abzuführen. Aus Rieschs Sicht war damit die „Arisierung“ des Betriebs abgeschlossen.
Im Dezember 1939 erteilte Wilhelm Sondhelm in Amsterdam seinem in Haifa weilenden Bruder Albert notariell General-Handlungsvollmacht. 1940 gelang es ihm rechtzeitig vor dem Einmarsch der deutschen Truppen in die Niederlande, in die USA auszureisen. Aufgrund der 11. Verordnung zum Reichsbürgergesetz vom 25. November 1941 verloren beide Brüder und ihre Familien als im Ausland lebende deutsche Juden Ende 1941 die deutsche Staatsbürgerschaft, ihr auf dem Sperrmark-Konto der Devisenbank liegendes Vermögen verfiel an das Deutsche Reich.

### Verstaatlichung
Nachdem das Unternehmen im Mai 1945 von Riesch „herrenlos“ zurückgelassen worden war, wurde es nach dem Volksentscheid vom 30. Juni 1946 enteignet und als VEB Waffelfabrik Radebeul fortgeführt. Anfänglich 15 Mitarbeiter produzierten in den ersten zwei Jahren von Hand trockene Waffelzuschnitte. Ab 1948 wurden diese mit Apfelmark, Baiser, Mohn und Zucker befüllt, bis ab 1950 die gefüllten Waffeln mit „Fettcremefüllung“, von Hand verpackt, ausgeliefert werden konnten.
1955 arbeiteten 153 Beschäftigte in dem Unternehmen, das wieder 46 (oder 71) verschiedene Produkte herstellte. Nach der Angliederung der Dauerbackwarenfabrik Weißflog im Jahr 1959 sowie später einer weiteren Fabrik in der Nähe des Friedhofs Radebeul-West produzierten etwa 300 Beschäftigte 2100 Tonnen Waffeln pro Jahr, von denen 30 % in den Export gingen, sowie 165 Tonnen Weizenkleingebäck.
Der VEB Waffelfabrik Radebeul wurde Anfang der 1960er Jahre Bezirks-Leitbetrieb der Erzeugnisgruppe Dauerbackwaren und staatlicher Gesellschafter der ab da nur noch halbprivaten Betriebe Max Gerhardt und Wilsdruffer Waffelfabrik. 1964 erfolgte die Herauslösung aus der örtlichen Industrie, und mit der Unterstellung unter den Bezirkswirtschaftsrat erfolgte die Zuordnung zu dem volkseigenen Kombinat Dauerbackwaren Dresden.
Ab 1970 wurde die reine Waffelbäckerei im ehemaligen Betrieb der Gebrüder Hörmann, der Waffelfabrik Hörmann aus Dresden-Mickten, die 1910 zu den größten Herstellern der Branche in Deutschland gehörte, konzentriert, wo inzwischen wieder Backautomaten sowie Verpackungsautomaten die Arbeit erleichterten. 1972 erfolgte eine weitere Verstaatlichungswelle, in deren Folge die Waffelfabrik Radebeul aus fünf Betriebsteilen zwischen Dresden und Wilsdruff bestand.
Im Zuge der Spezialisierung der Betriebe stellte die Waffelfabrik Radebeul 1975 nur noch 21 verschiedene Produkte im Zweischicht- beziehungsweise Dreischichtbetrieb her, vor allem die veredelten Erzeugnisse wie die „Radebeuler Stäbchen“ (Waffelstäbchen mit süßer Füllung), Schoko-Waffeln, Baiserschnitte und Waffeloblaten. Trotz festgelegter Preise für die Verkaufsstellen der HO, beispielsweise 10 Pfennige für die lose erhältlichen Baiserwaffeln, entwickelten sich diese Produkte zu sogenannter Bückware, da der überwiegende Teil in den Export ging.
Das Kombinat Dauerbackwaren Dresden wurde 1980 Mitgliedsbetrieb im 1980 gegründeten Kombinat Nahrungsmittel und Kaffee Halle/Saale (NAKA).

### Abwicklung und Nachfolge
Der Stammbetrieb der Waffelfabrik Radebeul in Radebeul wurde 1990 aus dem Kombinat herausgelöst, als Dauerbackwaren GmbH reprivatisiert und von Bahlsen übernommen. 1992/93 legte Bahlsen den ostdeutschen Betrieb still.
Die anderen Betriebe wurden ebenfalls herausgelöst und geschlossen, lediglich die Produktionsstätte in Wilsdruff konnte 1990 durch die Otto Beier Waffelfabrik aus Miltach im Bayerischen Wald übernommen werden und produzierte im Jahr 2007 mit 20 Beschäftigten die vor allem in Norddeutschland beliebten Schaumwaffeln. 2013 waren in dem Wilsdruffer Zweigwerk, der Otto Beier Waffelfabrik Wilsdruff GmbH in der denkmalgeschützten Freiberger Straße 43 (51° 2′ 46″ N, 13° 32′ 20″ O) schräg gegenüber vom Bahnhof Wilsdruff, 130 Mitarbeiter beschäftigt. „Bis Ende 2019 wurden dort gepackte Schaumwaffeln für den Einzelhandel produziert.“